# Szátok
Szátok é um município da Hungria, situado no condado de Nógrád. Tem 8,95 km² de área e sua população em 2015 foi estimada em 595 habitantes.